# Агия Варвара (Атика)
Агия Варвара (на гръцки: Αγία Βαρβάρα) е град в Гърция. Населението му е 30 562 жители (по данни от 2011 г.). Част е от Атинския метрополен район. Намира се в часова зона UTC+2. Пощенският му код е 123 xx, телефонния 210, а МПС кода е Z.